# 赤腳鬼蛛
赤腳鬼蛛（学名：Araneus rufofemoratus）为金蛛科鬼蛛屬下的一个种。